# Fotomontaż

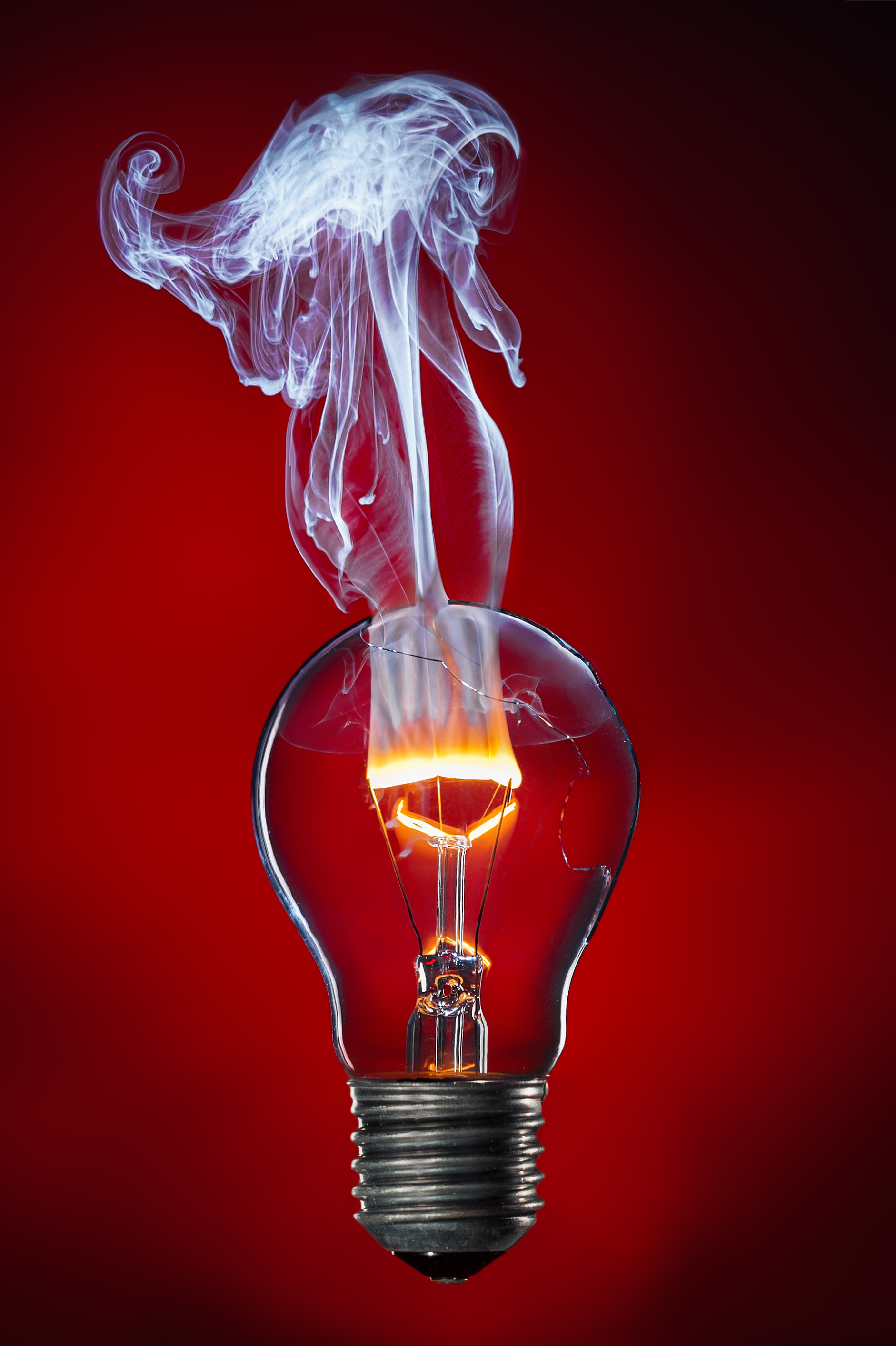

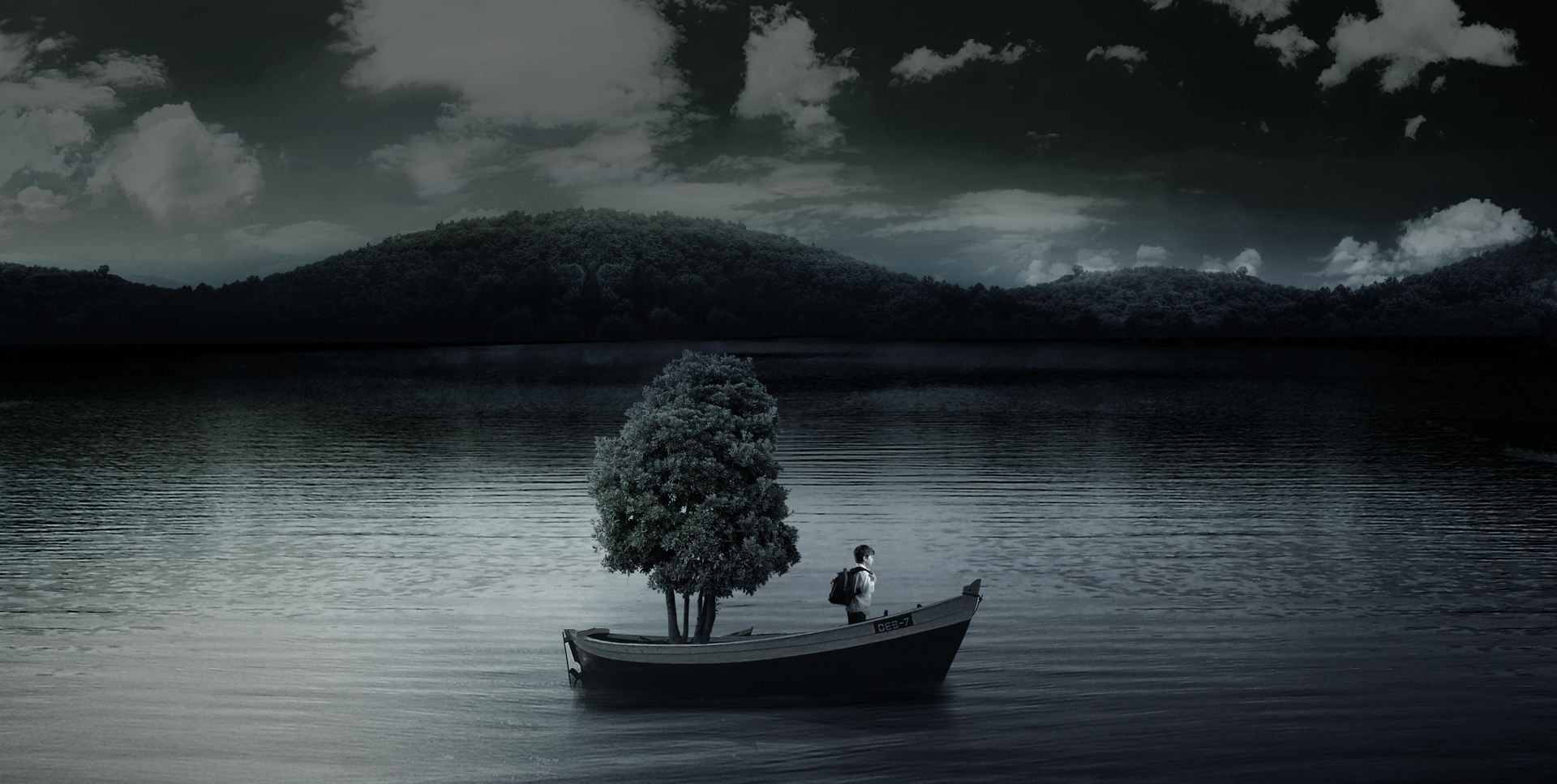

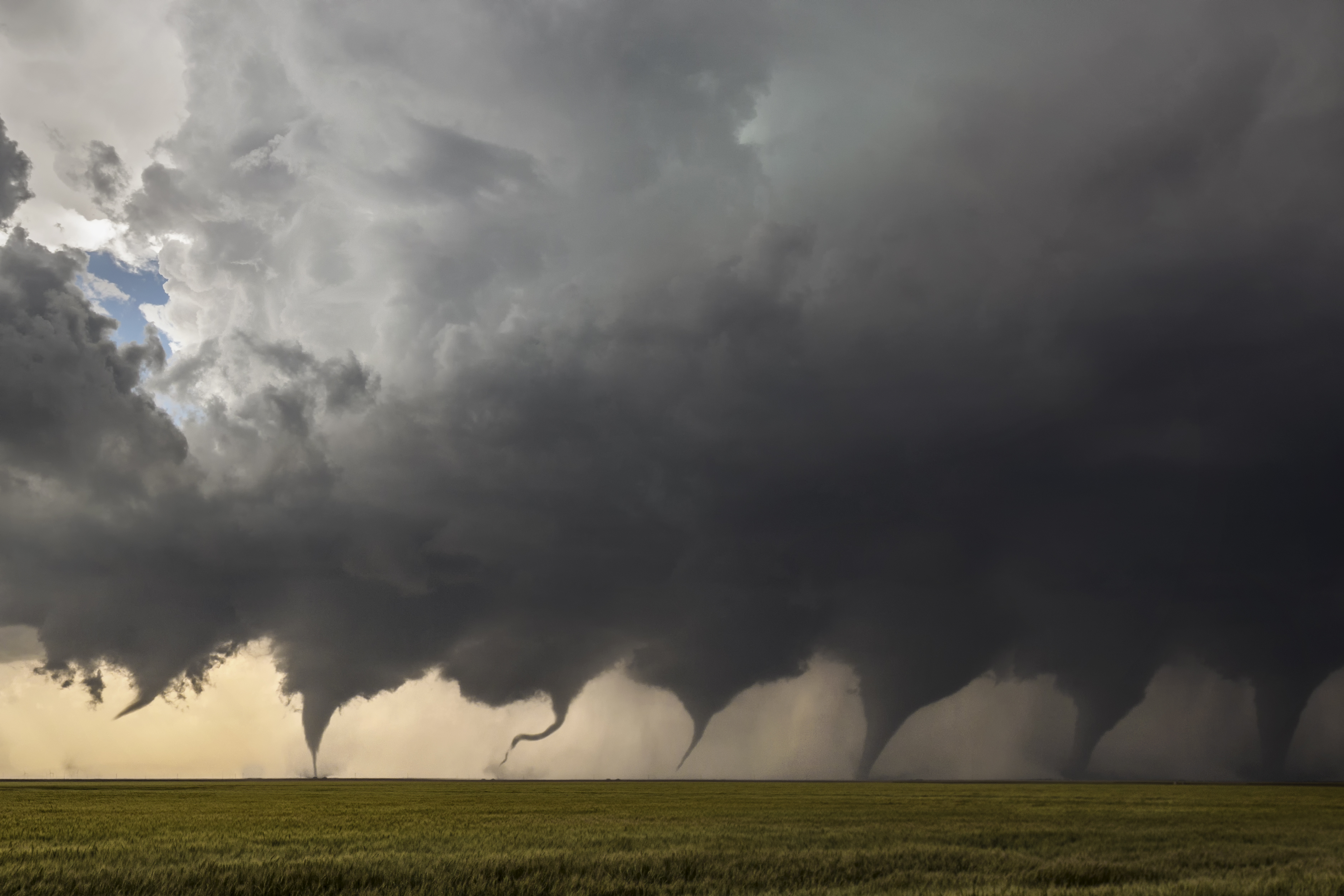
Fotomontaże są często używane do uzyskiwania obrazów, których nie dałoby się uchwycić za pomocą naturalnego zdjęcia

Fotomontaż – obraz fotograficzny powstały z zestawienia, kombinacji i połączenia kilku (lub kilkunastu) fotografii – łączenie odbitek fotograficznych, technika powiększalnikowa w ciemni fotograficznej, wielokrotna ekspozycja, nakładanie zdjęć w komputerowych programach fotograficznych.

## Charakterystyka
Fotomontaż ma szczególne zastosowanie w fotografii artystycznej, plakatowej, reklamowej. Jest często wykorzystywany przez ilustrowane czasopisma, dający możliwość ukazania kilku równoległych akcji na jednej fotografii, syntezując ilustrowane wydarzenie. Często niechlubnie wykorzystywany do manipulacji w celu uzyskania oczekiwanego odbioru i oczekiwanej interpretacji. Miało to szczególne zastosowanie w krajach: Związku Radzieckiego i (hitlerowskich) Niemiec, kiedy to usuwano ze zdjęć archiwalnych (metodami ciemni tradycyjnej) wizerunki osób odsuniętych od władzy, co stwarzało wrażenie, że takie osoby nigdy nie brały udziału w życiu politycznym.

## Fotomontaż z odbitek (zdjęć)
Kilka odpowiednio przyciętych i złączonych razem zdjęć (obrazów) złożonych równorzędnie – tak by jeden obraz był kontynuacją drugiego lub złożonych w rozmaitej skali – wyrażających pewien przekaz (ideę). Poszczególne elementy fotomontażu wymagają ujednolicenia co do tonalności i kolorystyki. Dopuszczalne są różne wielkości poszczególnych elementów kompozycji, które jednak muszą być podkreślone formatem głównym motywu. Do utworzenie fotomontażu mogą być wybierane motywy jednolite lub motywy zdecydowanie przeciwstawne, dla podkreślenia kontrastu, zależnie od celu, idei, przesłania, późniejszego odbioru przez widza i roli jaką ma spełniać fotomontaż.

## Fotomontaż w ciemni fotograficznej
Fotomontaż nakładany w ciemni, pod powiększalnikiem. Praca wymagająca jednego tematu pierwszoplanowego, motywu silnie zarysowanego ze słabym, lekko zaznaczonym tłem. Po pierwszej czynności – naświetleniu (wyświetleniu) obrazu negatywu pierwszoplanowego na papierze fotograficznym; miejsce naświetlone (na papierze fotograficznym) zasłania się kawałkiem białego papieru – następnie nakłada się negatyw drugoplanowy i naświetla delikatnie, w niewielkim stopniu, tak by w efekcie końcowym otrzymać tylko niewielki zarys drugiego planu – po czym całość (na fotograficznym papierze) zostaje wywołana i utrwalona. W fotomontażu nakładanym w czasie powiększania w ciemni, można zastosować dwa motywy, trzy lub więcej, jednak każdy dodatkowy motyw, wymaga zdecydowanie więcej precyzji, umiejętności i doświadczenia.

## Wielokrotna ekspozycja
Wielokrotna ekspozycja – wielokrotne (co najmniej podwójne) naświetlenie jednej klatki, jednego fotograficznego kadru. Odmienny i nieco inny temat fotomontażu. W fotografii analogowej – naświetlenie (podwójnie lub więcej) jednej klatki, tego samego zdjęcia w aparacie, na materiale światłoczułym (kliszy, filmie) – zrobienie dwóch zdjęć lub więcej na jednej klatce filmu. Techniką fotograficzną nawiązującą do techniki wielokrotnej ekspozycji, tworzonej nie aparatem lecz samym światłem, jest technika malowania światłem. Nieco inne efekty wielokrotnej ekspozycji uzyskiwane są przy specyficznym zastosowaniu lampy błyskowej. W fotografii cyfrowej (zdecydowanie łatwiej) podobne uzyskiwane są przy nakładaniu jednego obrazu na drugi, przy edycji zdjęć w komputerowych programach fotograficznych.